# 4-甲酰基苯硼酸
4-甲酰基苯硼酸是一种有机化合物，化学式为C7H7BO3。它是无色晶体，属单斜晶系Cc空间群。它是农用化学品和药物活性成分的重要中间体，也是有机合成中的常用砌块。它在工业上可用作酶的稳定剂和抑制剂。